# Tetranychus cobrensus
Tetranychus cobrensus är en spindeldjursart som beskrevs av Baker och James P. Tuttle 1972. Tetranychus cobrensus ingår i släktet Tetranychus och familjen Tetranychidae. Inga underarter finns listade i Catalogue of Life.